# Feel (album)
Feel is het derde studioalbum van de Amerikaanse punkband Sleeping With Sirens.

## Nummers
Alle teksten zijn geschreven door Kellin Quinn en Jesse Lawson, alle muziek is gecomponeerd door Sleeping with Sirens.

| 1.                 | Feel                                                                                   | 4:41 |
| 2.                 | Here We Go                                                                             | 3:19 |
| 3.                 | Free Now                                                                               | 3:53 |
| 4.                 | Alone (featuring Machine Gun Kelly)                                                    | 3:47 |
| 5.                 | I'll Take You There (featuring Shayley Bourget van Dayshell en voorheen Of Mice & Men) | 4:03 |
| 6.                 | The Best There Ever Was (featuring Fronz van Attila)                                   | 3:20 |
| 7.                 | Low                                                                                    | 3:42 |
| 8.                 | Congratulations (featuring Matty Mullins van Memphis May Fire)                         | 4:42 |
| 9.                 | Déjà Vu                                                                                | 3:17 |
| 10.                | These Things I've Done                                                                 | 3:25 |
| 11.                | Sorry                                                                                  | 3:02 |
| 12.                | Satellites                                                                             | 3:39 |
| Totale duur: 42:57 |                                                                                        |      |